# Goniodiscaster vallei
Goniodiscaster vallei is een zeester uit de familie Oreasteridae.
De wetenschappelijke naam van de soort werd in 1910 gepubliceerd door René Koehler.